# 蘿西歐·山切茲·莫奇亞
蘿西歐·山切茲·莫奇亞（西班牙語：Rocío Sánchez Moccia，1988年8月2日—）是一名阿根廷曲棍球運動員，曾代表國家參加2012年倫敦奧運的女子曲棍球比賽，並獲得一面銀牌。